# PCTK2
PCTK2‏ (Cyclin dependent kinase 17) هوَ بروتين يُشَفر بواسطة جين PCTK2 في الإنسان.